# فريق الطائر بولز
فريق الطائر بولز للاستعراض الجوي. (بالإنجليزية: Flying Bulls Aerobatics Team)‏. هو فريق استعراض جوي تشيكي.

## الفريق
يطير الفريق أربعة طائرات XA42 ، مطلية بألوان مشروب الطاقة Red Bull لأسباب تتعلق بالرعاية. تستخدم جميع طائرات الفريق مولدات دخان بيضاء أثناء العروض الجوية..
موقع فريق الطائر بولز هو مطار بالقرب من Jaroměř في الجزء الشمالي الشرقي من بوهيميا. الطيارين الأربعة هم: الزعيم ستانيسلاف شيكا، الجناح الأيسر جان رودينسكي، الجناح اليميني ميروسلاف كريجاي وفتحة جان تفرديك (مجموعة المتابعة في عام 2017). ويضم الفريق أيضًا المدير مارتن نيبوفيم والمهندس ميلوش أبرشوار. ويشكل ستانيسلاف شيكا وجان رودنسكي أيضًا فريق Flying Bulls Duo. ستانيسلاف Čejka وجان تفرديك هي طياري المقاتلات القوة الجوية التشيكية تحلق صعب JAS 39 جريبن وايرو L-159 ALCA الطائرات. كان الفريق السابق: رادكا ماكوفيا (الزعيم) ، جيري سالر (الجناح اليساري) ، ميروسلاف كريجوي (الجناح اليميني) وجيسي فيبويك (الفتحة). استخدموا الطائرات الهوائية التشيكية Zlín Z-50. شعر ذلك بالتفرقة عندما تمت إزالة رادكا ماكوفا من منصب القائد. غادر Jiří Saller الفريق خلال الجدل اللاحق. انتهت Jiří Vepřek بسبب مشاكله الصحية.